# Празилук
Празилук, праса или праз тип је лука, узгојени варијетет јужноевропско-западноазијске врсте Allium ampeloprasum. Род Allium такође садржи црни лук, бели лук, шалот, скалион, влашац, и кинески лук. Празилук је двогодишња зељаста биљка, висока до 85 cm. Луковица је дугуљаста, без оштрог мириса. Листови су дугуљасто-ланцетасти, а цваст крупна и лоптаста. Употребљава се у људској исхрани свеж или куван.
Историјски, многа научна имена су кориштена за празилук, али се у она сад третирају као култивари A. ampeloprasum.

## Порекло и употреба
Празилук је пореклом из Средоземља и древна је културна биљка. Употребљава се као свеж или се додаје јелима као зачин. У новије време знатне количине се суше и извозе. За исхрану се употребљава: стабло и листови.
Празилук је двогодишња биљка. Прве године образује моћно лажно стабло, код неких сорти високо и до 80 цм, следеће године развија дуго стабло високо и до 2 м.
На стаблу се налази крупна лоптаста цваст, са великим бројем цветова које опрашују инсекти. Семе је ситно и наборано (1 грам садржи 300-400 семена). Међуредно растојање (у цм) 70-75, растојање у реду (у цм) 7-15, утрошак семена за расађивање g/ha 1000-1500, број биљака по ha 140000-200000, а минимална температура клијања 2 °C, оптимална температура клијања 20 °C

### Употреба ђубрива у производњи празилука
Азот
Летња производња 225 kg/ha, јесења производња 250 kg/ha, зимска производња 270 kg/ha.
50-60% ових количина се даје унапред. Главна количина ђубрива за летњи празилук треба да се унесе одједном, а за јесењи и зимски празилук треба да се унесе из два или три пута (прихрањивање).
Фосфор
Празилук захтева осредње количине фосфора. Ако земљиште има довољне количине фосфора уноси се 75-100кг P2O5 као троструки супер фосфат у основном ђубриву.
Калијум
Празилук не захтева много калијума .На нормалним земљиштима ће бити довољне количине од 150–200 kg/ha, узимајући у обзир могуће уношење ђубрива.
Употреба ђубрива која садрже магнезијум је препоручљива, и то у количинама 300–400 kg/ha.
Добар расад празилука је дебљине оловке. Дужина белог дела биљке је врло важна и уско повезана са методом садње. Расађивање се треба обавити довољно дубоко, чак иако то резултира каснијим порастом. Рани празилук се сади на дубини од 10–15 cm, а касни варијетети на дубину од 18–20 cm. Дубља садња резултира тањом биљком која је мање продуктивна, спорије расте И осетљива је на болести. Униформни садни материјал је и даље основа за уједначен усев И највиши принос. Биљке би требало да се ставе у припремљене бразде И залију да би се затим покриле земљом заштитиле корен. Биљке не треба прскати топлом водом, јер може доћи до напада гљива. Празилук се расађује у ниске леје, у бразде или на равним површинама, а то зависи од начина наводњавања. Примењује се и садња у траке од по 4-6 редова.

## Производња
Следеће вредности могу оквирно служити за ђубрење. Празилук врло добро реагује на ђубрење уколико се оно обави на време.
Празилук се лако узгаја из семена и толерише стајање у пољу за продужену жетву, која се одвија до 6 месеци након садње. Земља у којој се узгаја мора бити растресита и добро дренирана; празилук се може узгајати у истим регионима где се може узгајати и лук. Празилук обично сазрева у јесен. Празилук се може скупити и убрати рано када је величине прста или оловке, или се може разредити и оставити да нарасте до много веће зреле величине. Загртање празилука може дати боље примерке.
Празилук пати од инсеката штеточина, укључујући врсте трипса Thrips tabaci и мољца празилука. Празилук је такође подложан рђи празилука (Puccinia allii).

## Берба и чување
Празилук се вади у новембру; биљке се чупају, а ако то тешко иде, корен се подсеца мотиком. Биљке се очисте од старих поломљених листова,а корење скрати на 2–3 cm. Са једног хектара може се добити принос од 40-60 t.
Данас постоје многе сорте празилука, али можемо поменути нове хибриде:
За летњу производњу
- Вермонт је рани хибрид празилука. Биљка је дуга и права. Она даје висок принос. Лисна маса је светлозелена. Погодна за употребу у свежем стању и за прераду.
- Станлеy Ф1 је хибрид празилука за рану сезону. Врло усправна биљка. Погодан за лето и рану јесен.

Јесења производња
- Варна је средње рани варијетет празилука тзв. бугарски (камуш). Препоручује се за производњу у касно лето и јесен. Биљка је чврста са дугим белим, и кратким зеленим делом на врху. Добар принос и добра толеранција на мраз.Изузетно је погодан за механичку бербу, прераду И добро се чува.

Зимска производња
- Аркансас је касни варијетет погодан за презимљавање, због своје врло добре толеранције на мраз. Висока толеранција на болести лишћа. Биљка има дуго и чврсто стабло, беле до бледо зелене боје при врху.
- Лавренц је касни хибрид. Снажан пораст и висока толеранција на мраз чини га врло погодним за презимљавање и бербу у рано пролеће.

## Галерија
- Поље празилука
- Секција базе стабљике и корен
- Две цветне главице празилука
- Семе
- Празилук у самопослузи